# Shane Byrne (rugbista)
James Shane Byrne (Aughrim, 18 luglio 1971) è un ex rugbista a 15 e imprenditore irlandese, tallonatore di Leinster e Saracens nonché rappresentante a livello internazionale sia l'Irlanda che i British Lions; dopo il ritiro è divenuto imprenditore nel ramo dello smaltimento dei rifiuti.

## Biografia
Nato ad Aughrim (Galway) e figlio di un imprenditore, Shane Byrne fu avviato allo sport da giovane come i suoi fratelli (il maggiore dei quali rugbista anch'egli, mentre la sorella minore si dedicò all'hockey su prato); sua madre è invece golfista dilettante.
Fino a 13 anni Byrne giocò a calcio gaelico per poi passare al rugby quando entrò al Blackrock College di Dublino, nella cui squadra seniores entrò successivamente e con la quale rimase poi tesserato fino al 2010.
Dal 1991 fece parte anche della selezione provinciale di Leinster con cui, nel 1995, debuttò nel campionato interprovinciale irlandese.
Nel 1995 fu chiamato nella squadra nazionale irlandese che prese parte alla Coppa del Mondo in Sudafrica, ma non fu mai schierato, se non una volta sola in panchina, in occasione di un incontro della fase a gironi contro il Galles.
Nel 2001, a 29 anni, giunse il debutto nella Nazionale irlandese, a Bucarest contro la Romania in un test match amichevole.
Un anno più tardi si aggiudicò con Leinster l'edizione inaugurale della Celtic League e, nel 2003, fece parte della squadra irlandese alla Coppa del Mondo in Australia.
Nel 2005 fu convocato da Clive Woodward per il tour dei British and Irish Lions in Nuova Zelanda, nel corso del quale fu utilizzato in tutti i tre test match contro gli All Blacks.
Terminato il tour, Byrne si accordò con gli inglesi Saracens dopo un mancato accordo con la federazione irlandese per il prolungamento del contratto; pochi mesi più tardi disputò il suo ultimo incontro internazionale, singolarmente di nuovo contro la Romania contro cui esordì.
Nel 2007 si ritirò definitivamente dal rugby professionistico e continuò a giocare a livello dilettantistico nel Blackrock College fino al 2010 quando smise definitivamente per dedicarsi all'attività di famiglia.
Al suo attivo vanta anche quattro inviti nei Barbarians tra il 1995 e il 2006.

## Palmarès
- Celtic League: 1
Leinster: 2001-02